# Hasenbuck (metropolitana di Norimberga)
La stazione di Hasenbuck è una stazione della metropolitana di Norimberga, servita dalla linea U1.

## Storia
La stazione di Hasenbuck venne attivata il 18 giugno 1974, come parte della tratta da Bauernfeindstraße a Frankenstraße.